# Estació de Massalfassar
L'Estació de Massalfassar, és una estació de ferrocarril situada a l'est del municipi de Massalfassar. Situada entre l'estació d'Albuixec i l'estació del Puig, només s'hi aturen alguns combois de la línia C-6 de la xarxa de Rodalies Renfe de València direcció Sagunt i direcció València-Nord.
L'estació es troba a la línia del Corredor Mediterrani, per la qual cosa passen molts trens de llarg recorregut sense parar.
L'estació és relativament nova, ja que l'anterior va ser arrasada per un greu accident ferroviari ocorregut al vell pas a nivell, disposa d'una petita sala d'espera que només està oberta quan algun empleat està treballant a l'oficina.
Molt a prop discorre l'autovia CV-32.
L'estació queda a uns 500 metres del poble i disposa de zona per aparcar els cotxes.

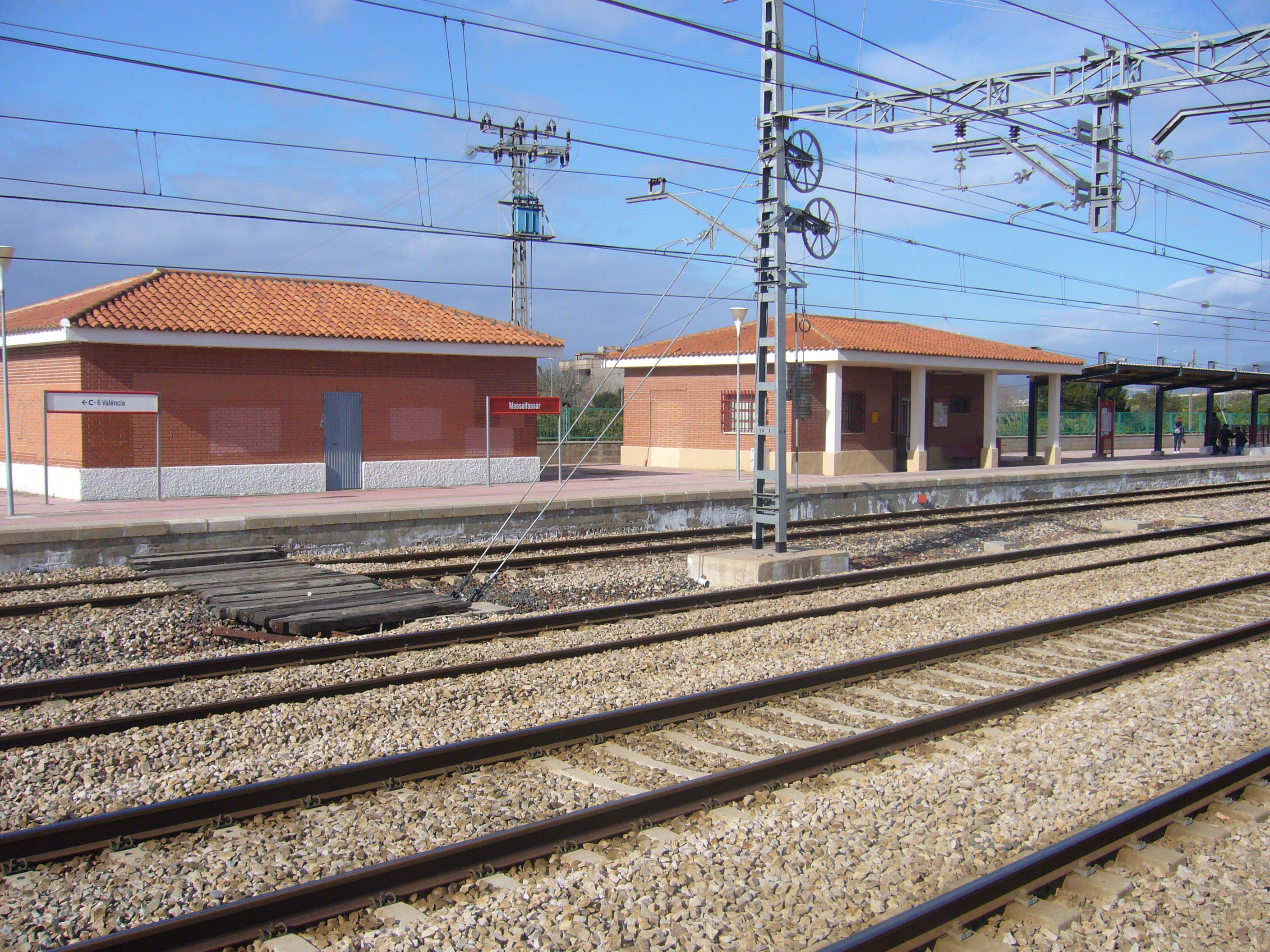
Instal·lacions de l'estació de Massalfassar

| Rodalies València de Renfe |          |       |         |                        |
| Procedència/Destinació     | <        | Línia | >       | Procedència/Destinació |
| València-Nord              | Albuixec | C-6   | El Puig | Castelló de la Plana   |